# Onías IV
Onías IV, Sumo Sacerdote nominal de Jerusalén (160 a. C.). Hijo y sucesor del depuesto Onías III, se vio suplantado por Alcimo, jefe del partido helenista. Onías tuvo que huir a Egipto, donde fue protegido por el rey Ptolomeo VI, que le permitió construir el Templo de Leontópolis, a imitación del de Jerusalén. Dicho templo fue el núcleo de un centro religioso judío que permaneció activo hasta el año 74 d. C.